# Champoléon
Champoléon ist eine französische Gemeinde im Département Hautes-Alpes in der Region Provence-Alpes-Côte d’Azur. Sie gehört zum Kanton Saint-Bonnet-en-Champsaur im Arrondissement Gap. Die Bewohner nennen sich Champoléards.
Das Gemeindegebiet wird vom kleinen Gebirgsfluss Drac de Champoléon durchquert, der ganz im Süden in den Drac mündet. Die Gemeinde grenzt im Nordwesten und im Norden an La Chapelle-en-Valgaudémar, im Nordosten an Vallouise-Pelvoux, im Osten an L’Argentière-la-Bessée und Freissinières, im Südosten an Orcières, im Süden an Saint-Jean-Saint-Nicolas, im Südwesten an Saint-Michel-de-Chaillol und im Westen an La Motte-en-Champsaur.

## Bevölkerungsentwicklung

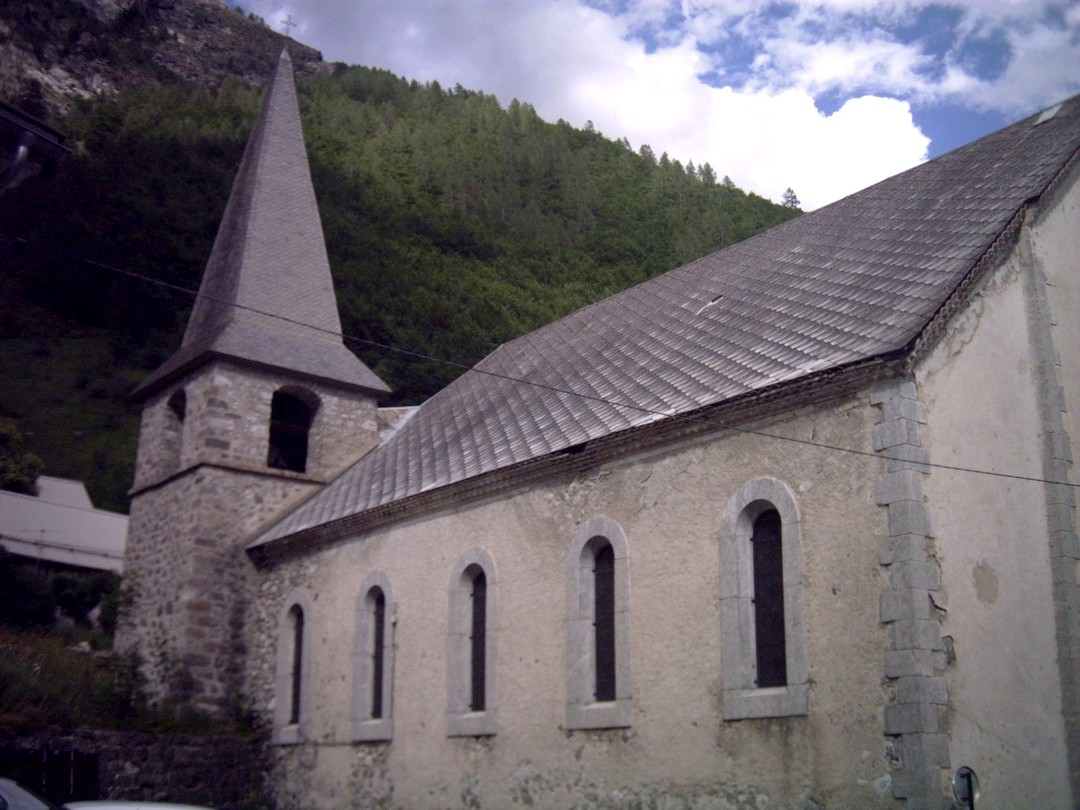
Kirche Saint-Vincent im Ortsteil Les Borels

| Jahr      | 1962 | 1968 | 1975 | 1982 | 1990 | 1999 | 2008 | 2012 | 2018 |
| --------- | ---- | ---- | ---- | ---- | ---- | ---- | ---- | ---- | ---- |
| Einwohner | 193  | 135  | 110  | 116  | 102  | 113  | 125  | 136  | 136  |